# HD 49517
HD 49517，又名CP-52 998，SAO 234699、HR 2515，是一颗恒星，视星等为5.8，位于銀經261.81，銀緯-21.99，其B1900.0坐标为赤經6h 43m 36.4s，赤緯-52° -21.99′ 7″。